# Winterheliotroop
De winterheliotroop (Petasites pyrenaicus, synoniem: Petasites fragrans) is een overblijvende plant uit de composietenfamilie (Asteraceae). De soort komt van nature voor in het Middellandse Zeegebied en Noord-Afrika, maar is ook inheems in Wallonië. Verder is de soort ingeburgerd in Frankrijk, Denemarken en Groot-Brittannië. 
De plant wordt 10-40 cm hoog en vormt wortelstokken. De behaarde stengels hebben bleke schubben, waarvan de onderste een op een blad lijkende top heeft. De iets glanzende nier- of hartvormige, 10-20 cm grote, fijn getande overwinterende bladeren zijn aan de onderkant behaard en aan de bovenkant kaal. 
De winterheliotroop bloeit vanaf november tot in maart. De rechtopstaande, lichtroze-paarse hoofdjes zitten in korte trossen, die uit ongeveer 15 hoofdjes bestaan. De winterheliotroop is tweehuizig. De mannelijke hoofdjes hebben lintbloemen en buisbloemen. De vrouwelijke hoofdjes hebben alleen buisbloemen. Het groene, licht behaarde omwindsel is vaak iets rood aangelopen. De bloemen hebben een vanille-achtige geur.
De vrucht is een nootje.

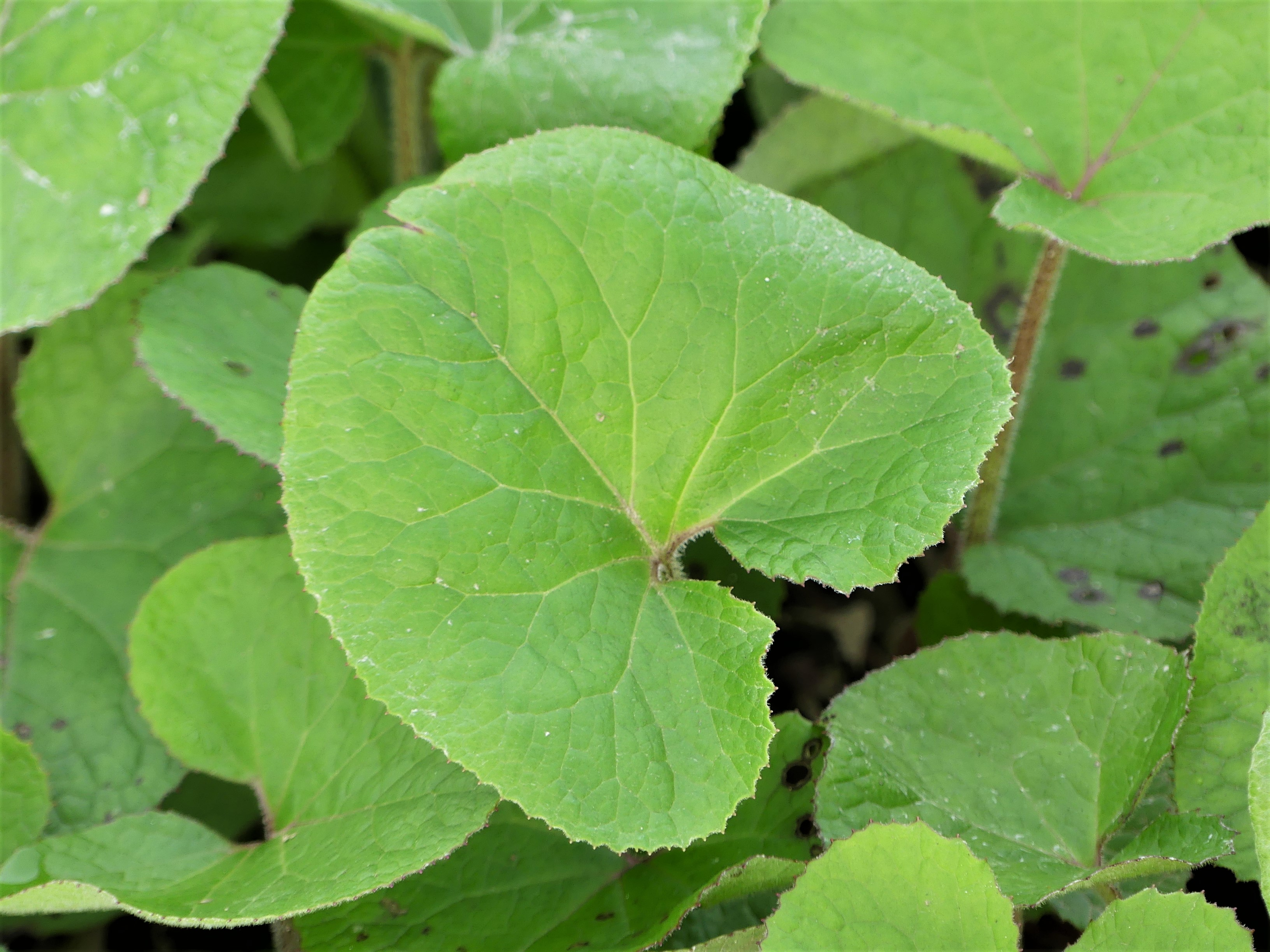
Bovenkant blad
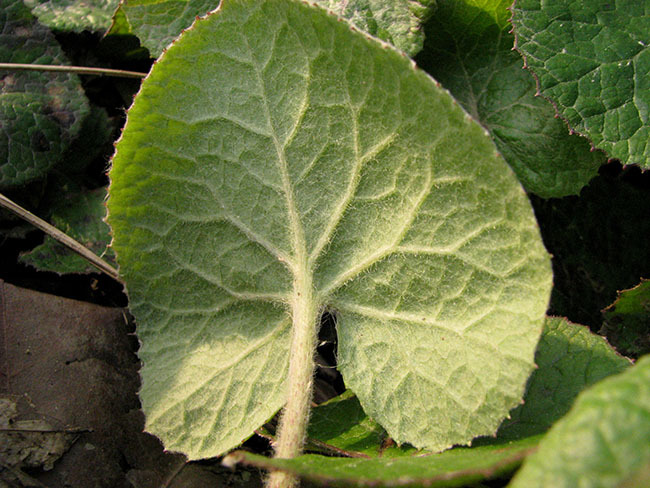
Onderkant blad
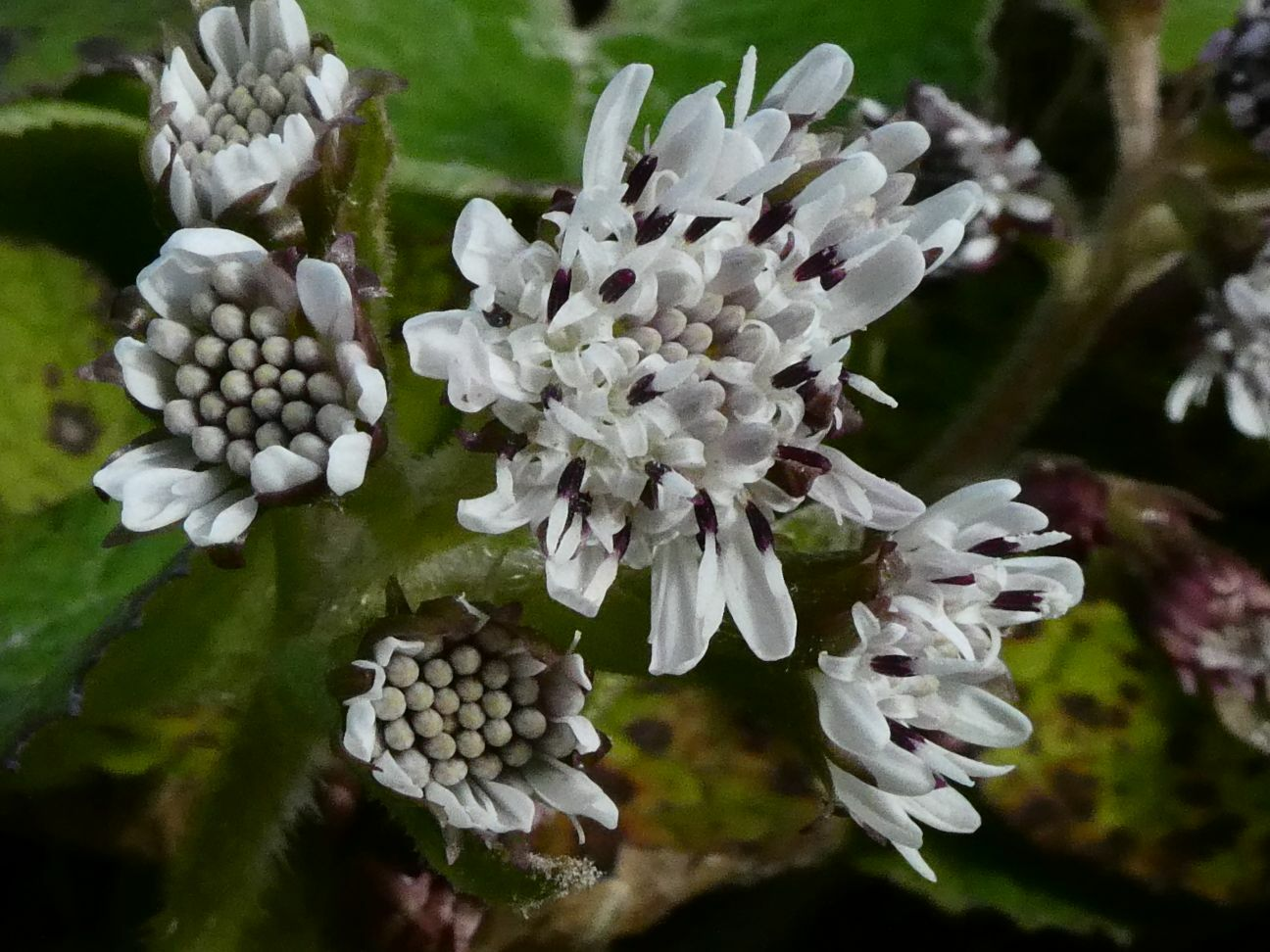
Hoofdje met mannelijke bloemen
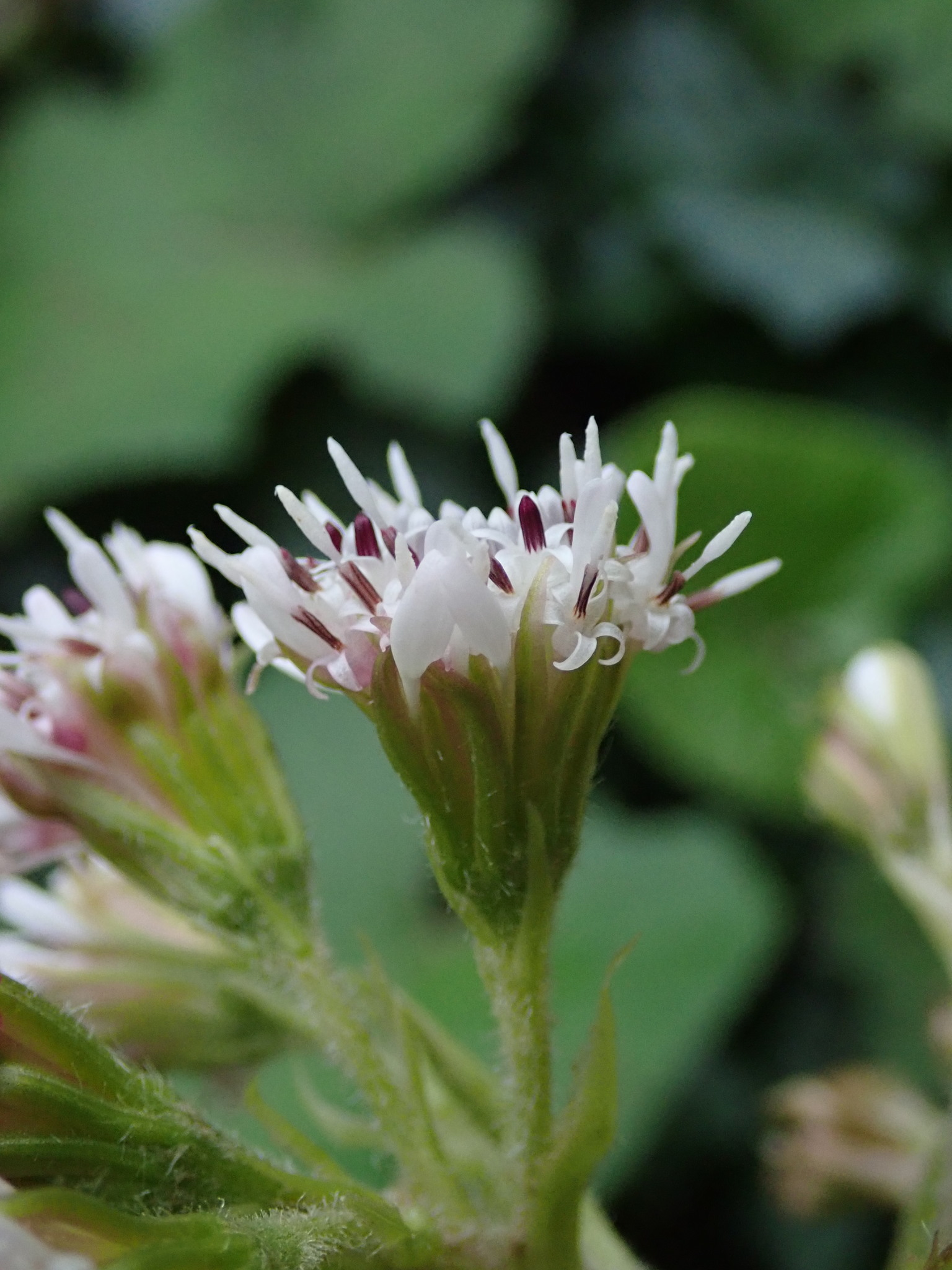
Omwindsel

De winterheliotroop komt voor op vochtige, voedselrijke grond, langs rivieren en beken, in bermen en op ruderale plaatsen.